# Estrato basal

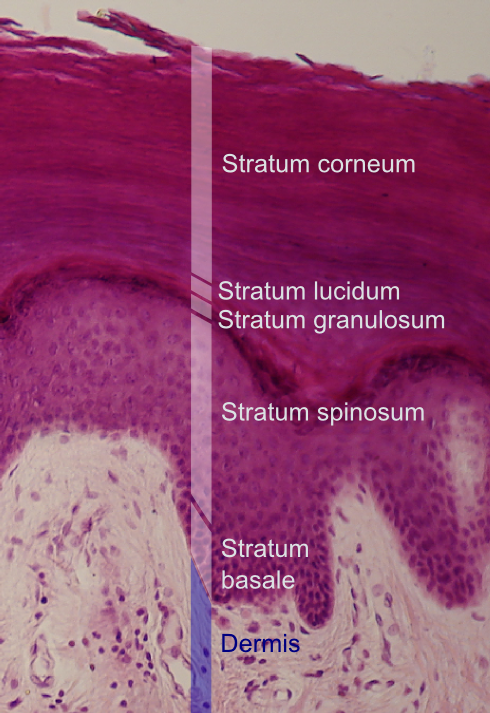
Imagen histológica que muestra una sección de epidermis en rojo. El stratum basale etiquetado cerca de la parte inferior.

El estrato basal o stratum basale (capa basal, a veces denominada estrato germinativo o stratum germinativum) es la capa más profunda de las cinco capas de la epidermis. 
Este estrato es el que permite la generación, la multiplicación y el mantenimiento de todas las células de la epidermis, que debido a la presencia de células madre proliferantes.. 

## Características
La epidermis se divide, para su estudio, en subcapas o estratos:
- Estrato córneo (Stratum corneum) es el más externo (superficial)
- Estrato lúcido (Stratum lucidum)
- Estrato granuloso (Stratum granulosum)
- Estrato espinoso (Stratum spinosum)
- Estrato basal (Stratum basale o Stratum germinativum), es el más interno (profundo).

El estrato basal del  epitelio estratificado plano queratinizado de la piel humana, comprende una sola capa de células basales de forma cuboidal o columnar. Este estrato se ubica inmediatamente por encima (por fuera) de la unión dermo-epidérmica.

Los capilares sanguíneos se encuentran debajo de la epidermis y están vinculados a una arteriola y una vénula.
Las células están unidas entre sí a las células del estrato espinoso suprayacentes, por desmosomas y hemidesmosomas. El núcleo celular es grande, ovoide y ocupa la mayor parte de la célula.
Algunas de las células basales actúan como células madre con la capacidad de dividirse y producir nuevas células, y a veces se les llama células madre de queratinocitos basales. 

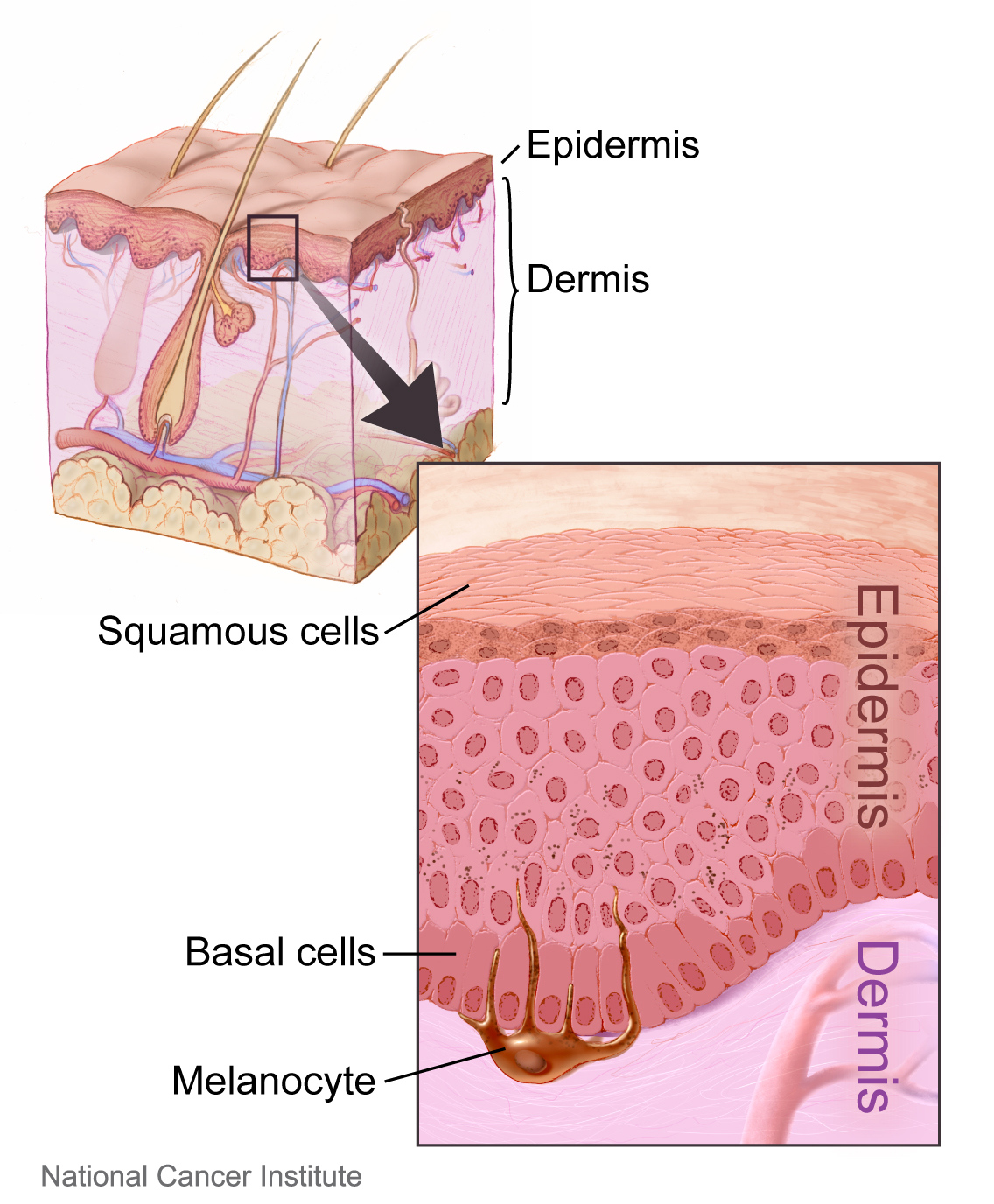
Epidermis

Otras células sirven para anclar la epidermis, la piel lampiña (sin pelo), y la epidermis hiperproliferativa (por una enfermedad de la piel).
Se dividen para formar los queratinocitos del estrato espinoso, que migran hacia la superficie.

Otros tipos de células que se encuentran dentro del estrato basal son los melanocitos (células productoras de pigmentos) y las células de Merkel (receptores táctiles).

## Células madre epidérmicas
Las células madre epidérmicas tienen capacidad para dar lugar a células diferenciadas, pero también se autorrenuevan para mantener un pool constante de células madre, pudiéndose dividir de forma simétrica o asimétrica.

En el estrato basal de la epidermis coexisten 2 tipos de células progenitoras: las células madre α6+CD34–, caracterizadas por su división lenta (4-6 veces al año) y las células progenitoras amplificadoras de tránsito K14+Inv+3 y Axin2+4, con una división más rápida (una vez por semana). 

Después de un número determinado de divisiones las células K14+Inv+3 experimentan diferenciación celular terminal hacia los queratinocitos diferenciados, perdiendo su capacidad de división.

## Significación clínica
Los cánceres de células basales, también llamados carcinomas de células basales, representan alrededor del 80% de todos los cánceres de piel. No todos los cánceres de células basales se originan en las células basales, pero se denominan así porque las células cancerosas se parecen a las células basales cuando se observan con un microscopio.

## Imágenes Adicionales

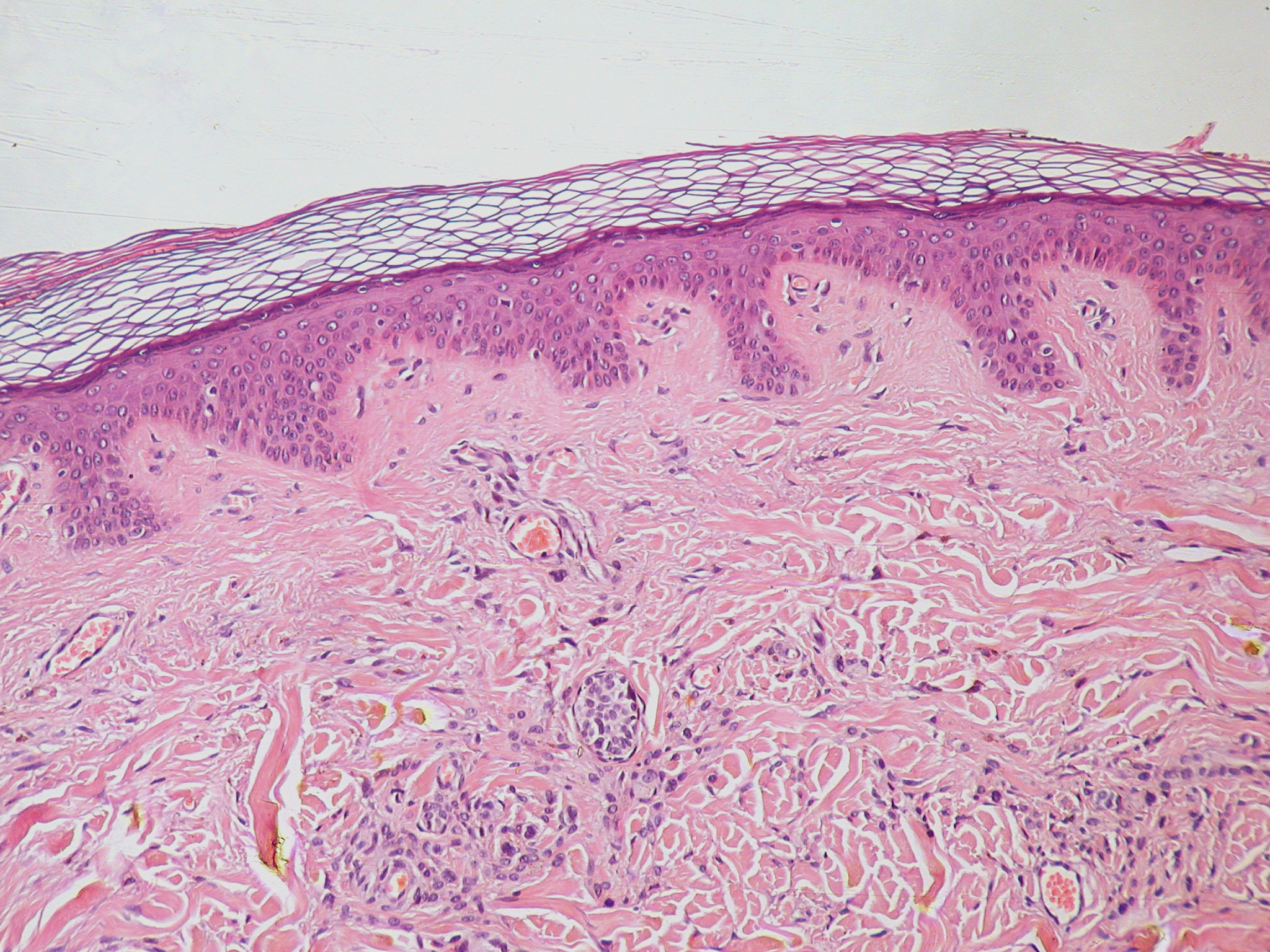
Epidermis y dermis de la piel humana
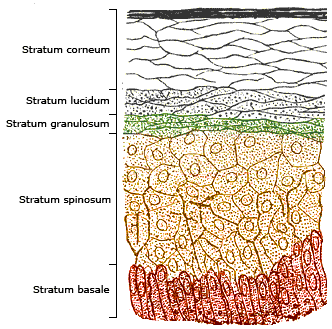
Sección de epidermis